# Abrahão Moura
Abrahão Fidélis de Moura (Atalaia, 9 de outubro de 1916 — Maceió, 1992) foi um político brasileiro. 
Nasceu na Fazenda Porangaba, na divisa de Atalaia com Pindoba. Filho de Lúcio Fidélis de Moura e de Josefa Cerqueira de Moura. Vindo de uma das mais tradicionais famílias da região (Fidélis de Moura), exerceu grande influência política na região, contribuindo, inclusive, para emancipação política de Pindoba, quando esta era povoado de Viçosa. 
Foi vereador de Atalaia entre 1947 e 1951, deputado estadual de Alagoas entre 1951 e 1955, e deputado federal por Alagoas por duas legislaturas consecutivas, de 1959 a 1966, pelo Partido Social Progressista (PSP).
Em 1960 ficou em segundo lugar na disputa pelo cargo de governador de Alagoas, também pelo PSP, perdendo para Luiz de Souza Cavalcante por apenas 1702 votos. 
O mandato de deputado federal de Abrahão Moura foi cassado e os direitos políticos suspensos por dez anos na legislatura 1963-1966, em face do disposto no artigo 15 do Ato Institucional Número Dois, de 27 de outubro de 1965, expedido pelo decreto de 13 de outubro de 1966, durante a ditadura militar brasileira.